# Championnat d'Équateur de football 1979
Navigation
Saison précédente Saison suivante
La saison 1979 du Championnat d'Équateur de football est la vingt-et-unième édition du championnat de première division en Équateur.
Dix équipes prennent part à la Série A, la première division, au sein d'une poule unique où elles affrontent leurs adversaires deux fois, à domicile et à l'extérieur. À la fin de cette première phase, les trois premiers du classement se qualifient pour la Liguilla, les deux derniers sont relégués et remplacés par les deux meilleurs clubs de Série B, la deuxième division équatorienne. La deuxième phase fonctionne exactement comme la première, avec les mêmes systèmes de qualification pour la Liguilla et de relégation. En fin de saison, les clubs qualifiés pour la Liguilla se disputent le titre national.
C'est le Club Sport Emelec qui remporte la compétition après avoir terminé en tête de la Liguilla, avec un seul point d'avance sur le CDU Católica del Ecuador et six sur le Manta Sport Club. C'est le 5e titre de champion d'Équateur de l'histoire du club.
Le triple tenant du titre, Club Deportivo El Nacional, rate sa première partie de saison et descend en Série B à la mi-saison, mais n'y passera qu'une demi-saison et retrouvera l'élite équatorienne au début de la saison prochaine.

## Première phase

### Les clubs participants
| - Club Sport Emelec - Barcelona Sporting Club - Club Deportivo El Nacional - CDU Católica del Ecuador - Club Deportivo Técnico Universitario | - Deportivo Quito - América de Quito - Promu de Série B - Deportivo Cuenca - LDU Quito - Promu de Série B - Bonita Banana |

### Classement
| Rang | Équipe                       | Pts | J  | G  | N | P  | Bp | Bc | Diff |
| ---- | ---------------------------- | --- | -- | -- | - | -- | -- | -- | ---- |
| 1    | Deportivo Cuenca             | 23  | 18 | 10 | 3 | 5  | 26 | 18 | +8   |
| 2    | LDU Quito P                  | 21  | 18 | 8  | 5 | 5  | 21 | 20 | +1   |
| 3    | CDU Católica del Ecuador     | 20  | 18 | 9  | 2 | 7  | 27 | 21 | +6   |
| 4    | Deportivo Quito              | 20  | 18 | 6  | 8 | 4  | 25 | 24 | +1   |
| 5    | Club Sport Emelec            | 18  | 18 | 9  | 1 | 8  | 30 | 24 | +6   |
| 6    | CDT Universitario            | 19  | 18 | 7  | 5 | 6  | 28 | 23 | +5   |
| 7    | Barcelona Sporting Club      | 16  | 18 | 5  | 6 | 7  | 22 | 24 | -2   |
| 8    | América de Quito P           | 15  | 18 | 4  | 7 | 7  | 21 | 24 | -3   |
| 9    | Club Deportivo El Nacional T | 15  | 18 | 6  | 3 | 9  | 22 | 31 | -9   |
| 10   | Bonita Banana                | 12  | 18 | 4  | 4 | 10 | 9  | 22 | -13  |

|  | Qualification pour la Liguilla           |
|  | Relégation en Série B                    |
|  | T : Tenant du titre P : Promu de Série B |

## Seconde phase

### Les clubs participants
| - Club Sport Emelec - Barcelona Sporting Club - Manta Sport Club - Promu de Série B - CDU Católica del Ecuador - Club Deportivo Técnico Universitario | - Deportivo Quito - América de Quito - Deportivo Cuenca - LDU Quito - Sociedad Deportiva Aucas - Promu de Série B |

### Classement
| Rang | Équipe                     | Pts | J  | G  | N | P  | Bp | Bc | Diff |
| ---- | -------------------------- | --- | -- | -- | - | -- | -- | -- | ---- |
| 1    | Club Sport Emelec          | 25  | 18 | 10 | 5 | 3  | 32 | 16 | +16  |
| 2    | CDT Universitari           | 21  | 18 | 7  | 7 | 4  | 25 | 18 | +7   |
| 3    | Manta Sport Club P         | 20  | 18 | 7  | 6 | 5  | 20 | 21 | -1   |
| 4    | América de Quito           | 19  | 18 | 7  | 5 | 6  | 23 | 19 | +4   |
| 5    | Barcelona Sporting Club    | 19  | 18 | 8  | 3 | 7  | 27 | 24 | +3   |
| 6    | CDU Católica del Ecuador   | 18  | 18 | 6  | 6 | 6  | 26 | 25 | +1   |
| 7    | Deportivo Cuenca           | 17  | 18 | 5  | 7 | 6  | 18 | 19 | -1   |
| 8    | LDU Quito                  | 17  | 18 | 7  | 3 | 8  | 15 | 21 | -6   |
| 9    | Sociedad Deportiva Aucas P | 15  | 18 | 5  | 5 | 8  | 19 | 29 | -10  |
| 10   | Deportivo Quito            | 9   | 18 | 2  | 5 | 11 | 20 | 33 | -13  |

|  | Qualification pour la Liguilla |
|  | Relégation en Série B          |
|  | P : Promu de Série B           |

## Liguilla
À l'issue de chaque phase, les trois premiers du classement reçoivent un bonus respectif de 3, 2 et 1 point.
| Rang | Équipe                      | Pts | J  | G | N | P | Bp | Bc | Diff |
| ---- | --------------------------- | --- | -- | - | - | - | -- | -- | ---- |
| 1    | Club Sport Emelec +3        | 17  | 10 | 5 | 4 | 1 | 16 | 10 | +6   |
| 2    | CDU Católica del Ecuador +1 | 16  | 10 | 7 | 1 | 2 | 12 | 6  | +6   |
| 3    | Manta Sport Club +1         | 11  | 10 | 3 | 4 | 3 | 11 | 8  | +3   |
| 4    | CDT Universitari +2         | 10  | 10 | 3 | 2 | 5 | 13 | 16 | -3   |
| 5    | LDU Quito +2                | 10  | 10 | 3 | 2 | 5 | 13 | 17 | -4   |
| 6    | Deportivo Cuenca +3         | 8   | 10 | 1 | 3 | 6 | 8  | 16 | -8   |

|  | Qualification pour la Copa Libertadores 1980 |

## Bilan de la saison
| Championnat d'Équateur de football 1979 |                                                   |
| Champion                                | Club Sport Emelec (5e titre)                      |
| Qualifications continentales            |                                                   |
| Copa Libertadores 1980                  | Club Sport Emelec                                 |
| Copa Libertadores 1980                  | CDU Católica del Ecuador                          |
| Promotions et relégations               |                                                   |
| Promus en Série A                       | Club Deportivo El Nacional Club Deportivo Everest |
| Relégués en Série B                     | Sociedad Deportiva Aucas Deportivo Quito          |